# حسین پیرنیا (مؤتمن‌الملک)
حسین پیرنیا ملقب به مؤتمن‌الملک (۱۲۵۳ نایین – شهریور ۱۳۲۶ تهران)، دولتمرد اواخر دورهٔ قاجاریه، رئیس مجلس شورای ملی در دوره دوم و چهارم، نماینده شش دوره مجلس شورای ملی، و برادر حسن پیرنیا بود.
وی پدرزن سپهبد فضل‌الله زاهدی، نخست‌وزیر ایران و پدربزرگ اردشیر زاهدی سه دوره نماینده همدان در مجلس شورای ملی بود.

## زندگی

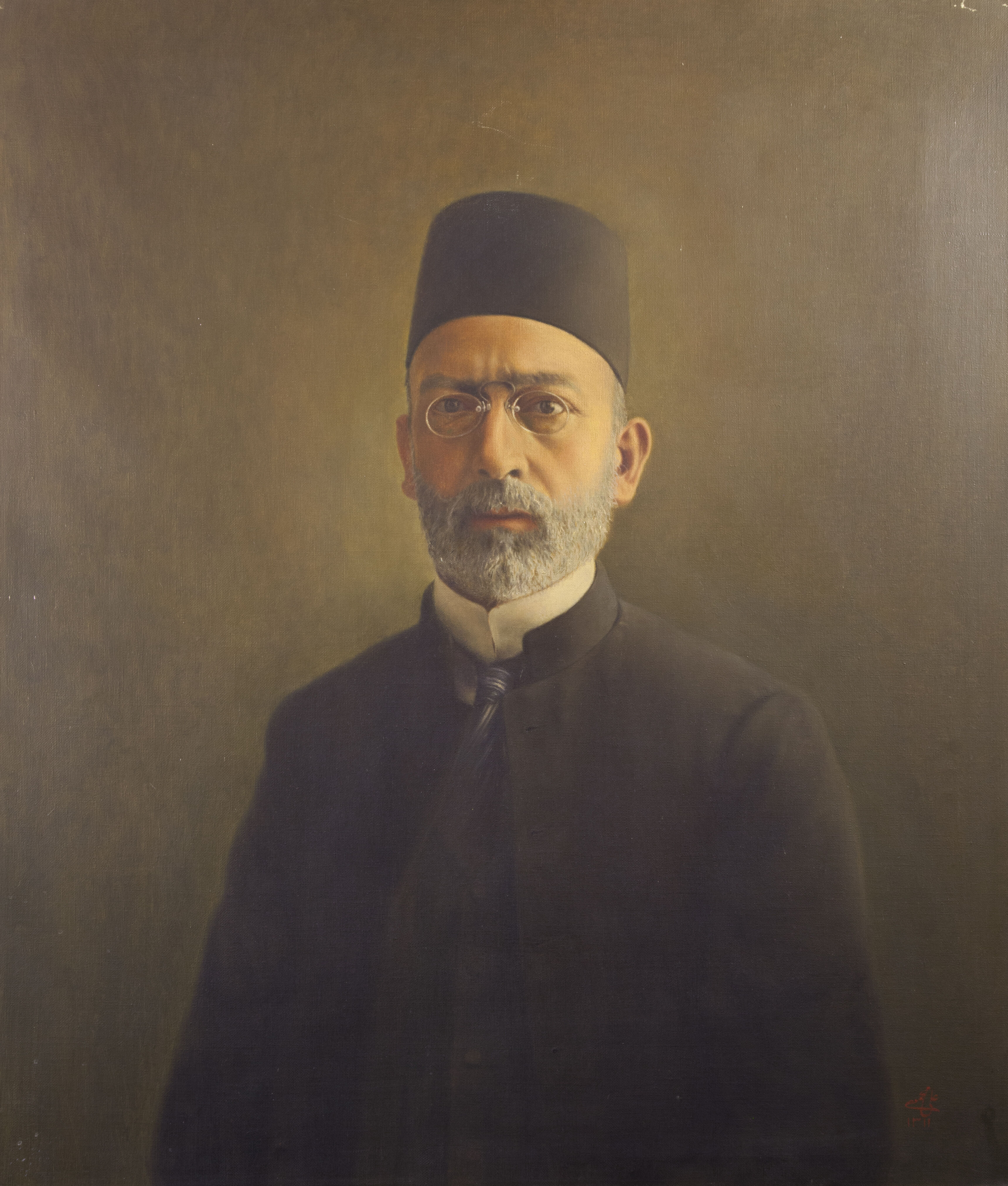
پرترهٔ حسین پیرنیا اثر علی محمودی

حسین پیرنیا فرزند میرزا نصرالله خان نائینی مشیرالدوله، در ۱۲۵۳ ه‍.خ در نایین متولد شد.
تحصیلات ابتدایی و معلومات متداول را در تهران فراگرفت و زبان خارجه را به همراه مشیر الدوله برادرش طبق اظهارات آدمیت نزد حکیم میرزا محمد باقر بواناتی آموخت و سپس عازم اروپا شد و در مدرسهٔ حقوق پاریس ادامهٔ تحصیل داد. پس از بازگشت به ایران به خدمت وزارت امور خارجه درآمد و در ۱۲۷۷ خ، که مدرسهٔ علوم سیاسی دایر شد، در آنجا به تدریس پرداخت. در ۱۲۸۰ خورشیدی به ریاست دفتر وزارت امور خارجه منصوب شد، تا ۱۲۸۵ خ در این سمت باقی بود و در همین سمت لقب مؤتمن‌الملک گرفت.
مؤتمن‌الملک در آغاز نهضت مشروطه، چون تحصیلکردهٔ فرانسه بود، به این نهضت گرایش یافت و به اتفاق برادرش، پدر را در یاری مشروطه‌خواهان تشویق کرد و سرانجام در تنظیم قانون اساسی و نظامنامهٔ انتخابات و متمم قانون اساسی شرکت جست و در این راه کوشش بسیار کرد. در ۴ آبان ۱۲۸۶ میرزا ابوالقاسم خان ناصرالملک که به رئیس‌الوزرایی منصوب شده بود، کابینهٔ خود را به شاه و مجلس معرفی کرد. در این کابینه، برای اولین بار، مؤتمن‌الملک مقام وزارت گرفت و متصدی وزارت تجارت و گمرکات شد. در چهاردهم بهمن ۱۲۸۶ نمایندگان مجلس مؤتمن‌الملک را برای پر کردن یکی از کرسیهای خالی تهران انتخاب کردند اما او نپذیرفت و اعلام استعفای خود را پنج روز بعد به مجلس ابلاغ کرد چون در دولت حضور داشت.
در ترمیم کابینهٔ نظام‌السلطنهٔ مافی، مؤتمن‌الملک برای بار دوم به وزارت تجارت منصوب و در ترمیم سوم کابینه نیز همان سمت را دارا شد. در اولین کابینهٔ میرزا احمدخان مشیرالسلطنه، که در ۱۷ خرداد ۱۲۸۷ در باغ شاه به محمدعلی شاه معرفی شد، سمت مؤتمن‌الملک وزارت فوائد عامه و تجارت بود، و در ترمیم کابینه همان سمت را حفظ کرد، ولی به هنگام ترمیم کابینه در ۱۵ دی ۱۲۸۷ از وزارت مستعفی شد.
در رئیس‌الوزرایی دوم میرزا ابوالقاسم خان ناصرالملک، که به کفالت میرزا جوادخان سعدالدوله تشکیل شد، مؤتمن‌الملک به سمت وزارت علوم و معارف تعیین گردید و در ترمیم کابینه همچنان سمت خود را حفظ کرد. پس از استبداد صغیر و به دنبال آن فتح تهران و خلع محمدعلی شاه از سلطنت، مؤتمن‌الملک از تهران به نمایندگی دورهٔ دوم مجلس شورای ملی انتخاب گردید و در انتخاب هیئت رئیسهٔ موقتی، به ریاست برگزیده شد اما فقط در دو جلسه آغازین رئیس بود و در جلسه سوم هنگام رأی‌گیری برای ریاست دائم از نمایندگان خواست او را انتخاب نکنند. پس از استعفای ممتازالدوله از ریاست مجلس، هر دو حزب دموکرات و اعتدالیون در مجلس او را نامزد ریاست کردند و در هجدهم اسفند ۱۲۸۹ با ۷۸ رأی مثبت از ۷۹ رأیی که داده شد، به ریاست مجلس رسید. دوره ریاست او هشت ماه و چهارده روز به طول انجامید.
پس از انحلال مجلس دوم و آغاز فترت در ۸ دی ۱۲۹۱، که محمدعلی خان علاءالسلطنه به رئیس‌الوزرایی انتخاب شد، در کابینهٔ خود مؤتمن الملک را به سمت وزارت فوائد عامه و تجارت منصوب کرد، ولی وی پس از مدت کوتاهی از عضویت کابینه استعفا کرد.
در انتخابات دورهٔ سوم مجلس شورای ملی، مؤتمن‌الملک وکیل اول تهران شد و از نخستین روز افتتاح مجلس در ۱۵ آذر ۱۲۹۳ تا سفر مهاجرت و تعطیلی مجلس در ۲۳ آبان ۱۲۹۴ ریاست با او بود. عمر مجلس سوم یک سال بود.
مؤتمن‌الملک در ۱۲۹۶ در کابینهٔ علاءالسلطنه به وزارت فوائد عامه و تجارت معرفی شد و در کابینهٔ عین‌الدوله هم دارای همان سمت بود. او در همان سال در کابینهٔ حسن مستوفی، وزیر معارف و اوقاف شد و در ۱۳۳۸ در کابینهٔ میرزا حسن خان مشیرالدوله، مقام وزارت مشاور گرفت. وی در دورهٔ چهارم مجلس شورا که در تیر ۱۳۰۰ افتتاح گردید، از تهران به نمایندگی انتخاب شد و در تمام آن دوره ریاست مجلس شورای ملی را برعهده داشت. در دورهٔ پنجم نیز کماکان از تهران به وکالت مجلس شورای ملی انتخاب شد و به ریاست مجلس رسید.
در جریان تلاش برای اعلام جمهوری توسط سردارسپه و طرفدارانش رئیس مجلس بود.
روز نوزدهم مهر ۱۳۰۴، طبق عرف مجلس، انتخابات هیئت رئیسهٔ انجام گرفت و پیرنیا بار دیگر به ریاست انتخاب شد ولی نپذیرفت. یک هفته بعد یادداشتی به مجلس فرستاد و ریاست را نپذیرفت. او در این یادداشت علت خودداری از ریاست را «کسالت» عنوان کرد. او و برادرش حسن پیرنیا مستوفی‌الممالک را تشویق به ریاست کردند. در جلسه بعدی مجلس در ۲۸ مهر نمایندگان مستوفی‌الممالک را به ریاست انتخاب کردند ولی او هم نپذیرفت. استعفای پیرنیا به حسب ظاهر برای طرفداری از اصل لایتغیر بودن قانون اساسی بود، ولی او با تغییر سلطنت مخالفتی نداشت زیرا می‌دانست که سلطنت فرسودهٔ قاجاریه و ناتوانی احمدشاه با تحولات و مخالفتهای سیاست خارجی و با اوضاع و احوال بخصوصی که در مملکت پیش آمده بود دیگر قابل دوام نیست.
پیرنیا در انتخابات دورهٔ ششم مجلس شورای ملی از تهران به وکالت رسید. در بیستم بهمن ۱۳۰۵ پس از استعفای سید محمد تدین و پیوستن او به دولت، رئیس مجلس شد و تا آخر دورهٔ ششم بر کرسی ریاست نشست. در انتخابات دورهٔ هفتم مجلس شورای ملی، بار دیگر پیرنیا از تهران به وکالت انتخاب شد (۱۳۰۷) ولی نمایندگی مجلس را نپذیرفت. همین‌طور در نخستین انتخاباتی که پس از شهریور ۱۳۲۰ و سقوط رضاشاه از سلطنت برگزار شد (دورهٔ چهاردهم) پیرنیا بار دیگر از تهران به وکالت مجلس انتخاب شد اما نمایندگی را نپذیرفت.
در ۱۸ مرداد ۱۳۲۱، پس از استعفای نخستین کابینهٔ علی سهیلی، اکثریت نمایندگان دورهٔ سیزدهم رأی به نخست‌وزیری او دادند ولی وی زیر بار مسئولیت نرفت. در انتخابات دوره چهاردهم مجلس شورای ملی درر سال ۱۳۲۲ نیز مردم تهران به او رأی دادند اما نمایندگی را نپذیرفت و به مجلس نرفت. در اوایل بهمن ۱۳۲۴ نمایندگان مجلس مجدداً او را نامزد نخست‌وزیری کردند و ۵۱ نفر از ایشان به او رأی تمایل دادند اما رقیبش احمد قوام با دو رأی اضافی نخست‌وزیر شد.
حسین پیرنیا مؤتمن‌الملک در روز ۹ شهریور ۱۳۲۶ در ۷۳ سالگی درگذشت و در آرامگاه خانوادگی در امامزاده صالح تجریش دفن شد. وی را از رجال عاقل و متین ایران شمرده‌اند.
حسین پیرنیا با عشرت‌السلطنه دولو ازدواج کرد که پدرش محمدولی‌خان آصف‌السلطنه و مادرش عشرت‌السلطنه (۱۲۴۹–۱۲۸۳ خ) دختر مظفرالدین شاه بود. او از این ازدواج صاحب چند فرزند شد که خدیجه‌الملوک (همسر فضل‌الله زاهدی و مادر اردشیر زاهدی) یکی از آنان بود.

## رو در رو شدن با سردار سپه
روز ۲ فروردین ۱۳۰۳ جلسهٔ علنی مجلس شورای ملی برای اعلام جمهوریت تشکیل شد. عدهٔ زیادی از روحانیان و اصناف در میدان بهارستان اجتماع کردند و در مخالفت با جمهوری سردار سپه شعار دادند. در نتیجه بین مردم و نظامیان زد و خورد شدیدی روی داد. بسیاری از مردم مصدوم و مجروح یا مقتول شدند و جلسهٔ مجلس بدون اخذ نتیجه تعطیل شد.
مؤتمن الملک، رئیس مجلس، به سردارسپه نسبت به ورود بدون دعوت به مجلس و ضرب و شتم مردم شدیداً اعتراض کرد و نظم مجلس و بهارستان را برعهدهٔ خود دانست. سردارسپه اظهار کرد که امنیت مملکت با اوست و به وظیفهٔ خود عمل کرده است.
مؤتمن‌الملک دستور داد که زنگ جلسه را بنوازند تا تکلیف سردارسپه را تعیین کند. با شفاعت عده‌ای از نمایندگان، از جمله مشیرالدوله، و یحیی دولت‌آبادی بین سردارسپه و مؤتمن‌الملک سازش و تفاهم به وجود آمد و سردارسپه از عمل خود معذرت خواهی کرد.